# 복정역
복정역(Bokjeong Station, 福井驛)은 서울특별시 송파구 장지동과 경기도 성남시 수정구 복정동의 경계에 있는 수도권 전철 8호선과 수도권 전철 수인·분당선의 환승역이다. 인근에 동서울대학교가 있다.
이 역은 당초 분당선과 8호선의 환승을 위해 건설된 역으로, 1994년 9월 분당선 수서 ~오리역 간 1단계 개통 당시엔 주변에 특별히 연계되는 시설이 없어서 열차가 정차하지 않고 무정차 통과하다가 1996년 11월 8호선 개통과 동시에 환승역으로 영업을 시작했다. 환승이 편리하기 때문에 현재도 복정역 자체에서 타고 내린 승객보다는 환승객이 훨씬 많다. 수도권 전철 8호선은 이 역부터 별내역까지 지하 구간이며, 장지천 하저터널로 장지역과, 창곡천 하저터널로 남위례역과, 수도권 전철 수인·분당선은 창곡천 하저터널로 가천대역과, 탄천 하저터널로 수서역과 연결된다. 수인·분당선의 경우, 이 역부터 청량리역까지 서울특별시 구간이다.
2017년 11월 카카오의 분석 결과, 역 지상에 위치한 복정역 사거리는 출퇴근 시간대 평균 주행속도 3.12km/h로 서울특별시에서 가장 혼잡한 교차로로 밝혀졌다. 추후 위례선이 개통되면 3개의 환승역이 될 예정이다.

## 역사
- 1994년 9월 1일 : 운전간이역으로 신설과 함께 무정차 통과역으로 운영
- 1996년 11월 23일 : 배치간이역으로 격하[2] 및 서울 지하철 8호선 잠실 ~ 모란 구간 개통과 함께 환승역으로 영업 개시
- 2003년 9월 3일 : 분당선 수서~선릉 구간 개통으로 선릉 기점 9.8km로 변경[3]
- 2009년 7월 1일 : 분당선 역명에 동서울대학 부기
- 2012년 9월 18일 : 분당선 선릉~왕십리 구간 개통으로 왕십리 기점 16.5km로 변경[4]

## 역 구조
수인분당선 측에 별도의 대합실과 교통카드 발매·충전기, 개찰구는 없고, 개찰구는 별도로 정산한다. 그 대신 지하 1층에 있는 8호선의 역사와 교통카드 발매·충전기, 개찰구를 함께 공유한다. 서울교통공사의 서울 지하철 8호선 개찰구를 수도권 전철 수인·분당선과 공유하므로 수도권 전철 수인·분당선 이용 시에도 개찰구 밖으로 나갔다가 15분 이내에 다시 개찰구 안으로 들어온 경우 환승으로 인정된다. 환승 통로는 계단 하나를 오르내리면서 환승한다. 8호선이 위에, 수인분당선이 아래에 있다. 또한 수인분당선 측의 역무실이 수인분당선 승강장 내에 위치해 있다. 수인분당선 승강장에는 환승 통로와 대합실로 가는 통로를 겸하는 계단이 있으며, 8호선과 수인분당선의 환승은 계단이나 에스컬레이터 하나를 오르내리는 것으로 끝나도록 되어 있다. 두 노선 모두 1면 2선의 섬식 승강장을 갖추고 있으며, 승강장에 스크린도어가 설치되어 있다. 출구는 4개가 있다. 서울 지하철 8호선의 역들 중 유일무이하게 섬식 승강장을 갖추고 있는 역이다.

### 8호선 승강장
| 장지 ↑   |
| 하 상 \| |
| ↓ 남위례 |

| 상행 | ● 수도권 전철 8호선 | 장지 · 가락시장 · 석촌 · 잠실 · 강동구청 · 별내 방면 |
| 하행 | ● 수도권 전철 8호선 | 남위례 · 산성 · 단대오거리 · 신흥 · 수진 · 모란 방면 |

### 수인분당선 승강장
| ↑ 수서   |
| ２１ \|  |
| 가천대 ↓ |

| 1 | ● 수도권 전철 수인·분당선 | 모란 · 야탑 · 서현 · 기흥 · 수원 · 인천 방면 |
| 2 | ● 수도권 전철 수인·분당선 | 개포동 · 한티 · 선릉 · 선정릉 · 청량리 방면  |

## 역 주변
| 나가는 곳 | 방면 |
| --------- | --- |
| 1         | 장지동 잠실방향                                                                                          |
| 1-1       | 위례방면 복정역환승주차장                                                                                |
| 2         | 성남시노인복지관 동서울대학교 복정동행정복지센터 서울국제학교 복정동 복정역환승주차장 수정중앙노인복지관 |
| 3         | 강남중고차매매단지 삼일자동차전문학원 성모자애복지관 송파구자원순환공원 세곡동 방면 양재방면             |
| 4         | 가락시장                                                                                                 |

## 이용객 변동
| 노선   | 노선   | 일평균 인원수 (명/일) | 일평균 인원수 (명/일) | 일평균 인원수 (명/일) | 일평균 인원수 (명/일) | 일평균 인원수 (명/일) | 일평균 인원수 (명/일) | 일평균 인원수 (명/일) | 일평균 인원수 (명/일) | 일평균 인원수 (명/일) | 일평균 인원수 (명/일) | 각주                  | 각주                  | 각주                  | 각주  |
| 노선   | 노선   | 2000년                | 2001년                | 2002년                | 2003년                | 2004년                | 2005년                | 2006년                | 2007년                | 2008년                | 2009년                | 각주                  | 각주                  | 각주                  | 각주  |
| ------ | ------ | --------------------- | --------------------- | --------------------- | --------------------- | --------------------- | --------------------- | --------------------- | --------------------- | --------------------- | --------------------- | --------------------- | --------------------- | --------------------- | ----- |
| 8호선  | 승차   | 2,284                 | 2,450                 | 2,679                 | 2,846                 | 3,705                 | 4,774                 | 5,267                 | 5,634                 | 6,155                 | 6,397                 | [ 5 ]                 | [ 5 ]                 | [ 5 ]                 | [ 5 ] |
| 8호선  | 하차   | 1,622                 | 1,723                 | 1,925                 | 2,037                 | 2,637                 | 3,423                 | 3,800                 | 4,166                 | 4,521                 | 4,596                 | [ 5 ]                 | [ 5 ]                 | [ 5 ]                 | [ 5 ] |
| 8호선  | 승하차 | 3,906                 | 4,173                 | 4,605                 | 4,883                 | 6,342                 | 8,196                 | 9,066                 | 9,800                 | 10,676                | 10,993                | [ 5 ]                 | [ 5 ]                 | [ 5 ]                 | [ 5 ] |
| 분당선 | 승차   | 11,058                | 932                   | 730                   | 987                   | 0                     | 1,545                 | 1,765                 | 1,925                 | 2,230                 | 2,359                 | [ 6 ]                 | [ 6 ]                 | [ 6 ]                 | [ 6 ] |
| 분당선 | 하차   | 16,356                | 0                     | 0                     | 447                   | 0                     | 1,027                 | 1,166                 | 1,281                 | 1,435                 | 1,496                 | [ 6 ]                 | [ 6 ]                 | [ 6 ]                 | [ 6 ] |
| 노선   | 노선   | 일평균 인원수 (명/일) | 일평균 인원수 (명/일) | 일평균 인원수 (명/일) | 일평균 인원수 (명/일) | 일평균 인원수 (명/일) | 일평균 인원수 (명/일) | 일평균 인원수 (명/일) | 일평균 인원수 (명/일) | 일평균 인원수 (명/일) | 일평균 인원수 (명/일) | 일평균 인원수 (명/일) | 일평균 인원수 (명/일) | 일평균 인원수 (명/일) | 각주  |
| 노선   | 노선   | 2010년                | 2011년                | 2012년                | 2013년                | 2014년                | 2015년                | 2016년                | 2017년                | 2018년                | 2019년                | 2020년                | 2021년                | 2022년                | 각주  |
| 8호선  | 승차   | 6,629                 | 6,689                 | 6,576                 | 6,995                 | 7,862                 | 8,014                 | 9,547                 | 10,933                | 15,312                |                       |                       |                       |                       | [ 5 ] |
| 8호선  | 하차   | 4,697                 | 4,678                 | 4,551                 | 4,841                 | 5,796                 | 6,016                 | 7,357                 | 8,748                 | 15,386                |                       |                       |                       |                       | [ 5 ] |
| 8호선  | 승하차 | 11,326                | 11,367                | 11,127                | 11,836                | 13,658                | 14,030                | 16,904                | 19,681                |                       |                       |                       |                       |                       | [ 5 ] |
| 분당선 | 승차   | 2,363                 | 2,334                 | 2,359                 | 2,771                 | 3,181                 | 3,326                 | 4,301                 | 5,263                 | 5,721                 | 5,353                 | 3,918                 | 4,235                 | 4,299                 | [ 6 ] |
| 분당선 | 하차   | 1,491                 | 1,480                 | 1,509                 | 1,779                 | 2,204                 | 2,363                 | 3,229                 | 4,129                 | 4,566                 | 4,419                 | 3,373                 | 3,709                 | 3,650                 | [ 6 ] |

## 인접한 역
| 서울 지하철 8호선     | 서울 지하철 8호선                          | 서울 지하철 8호선               |
| --------------------- | ------------------------------------------ | ------------------------------- |
| 819 장지 별내 방면    | ● 수도권 전철 8호선                        | 821 남위례 모란 방면            |
| 분당선                |                                            |                                 |
| K221 수서 청량리 방면 | ● 수도권 전철 수인·분당선 완행 분당선 급행 | K223 가천대 고색 방면 인천 방면 |

## 사진

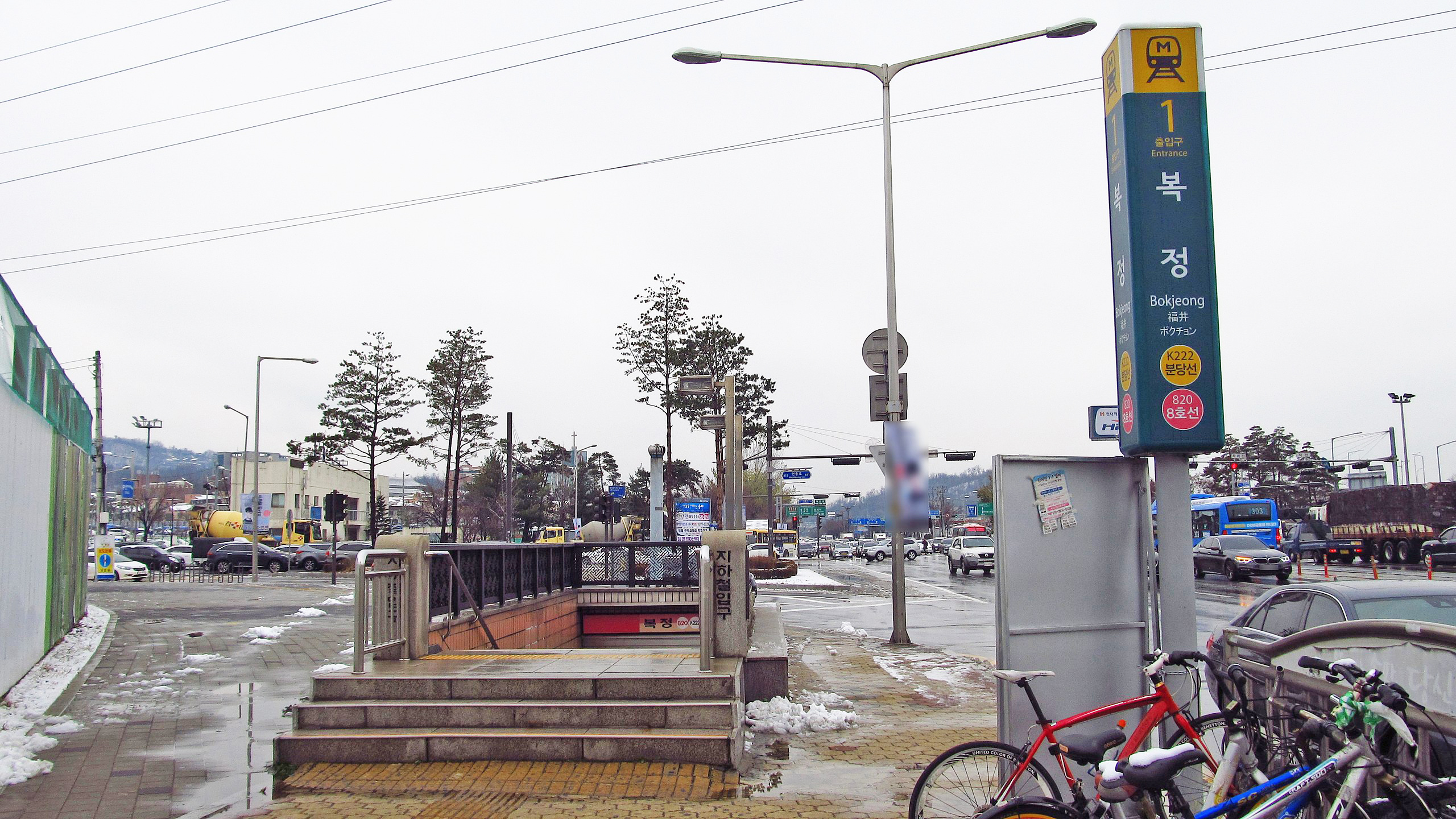
1번 출입구 모습 (2018년 11월)
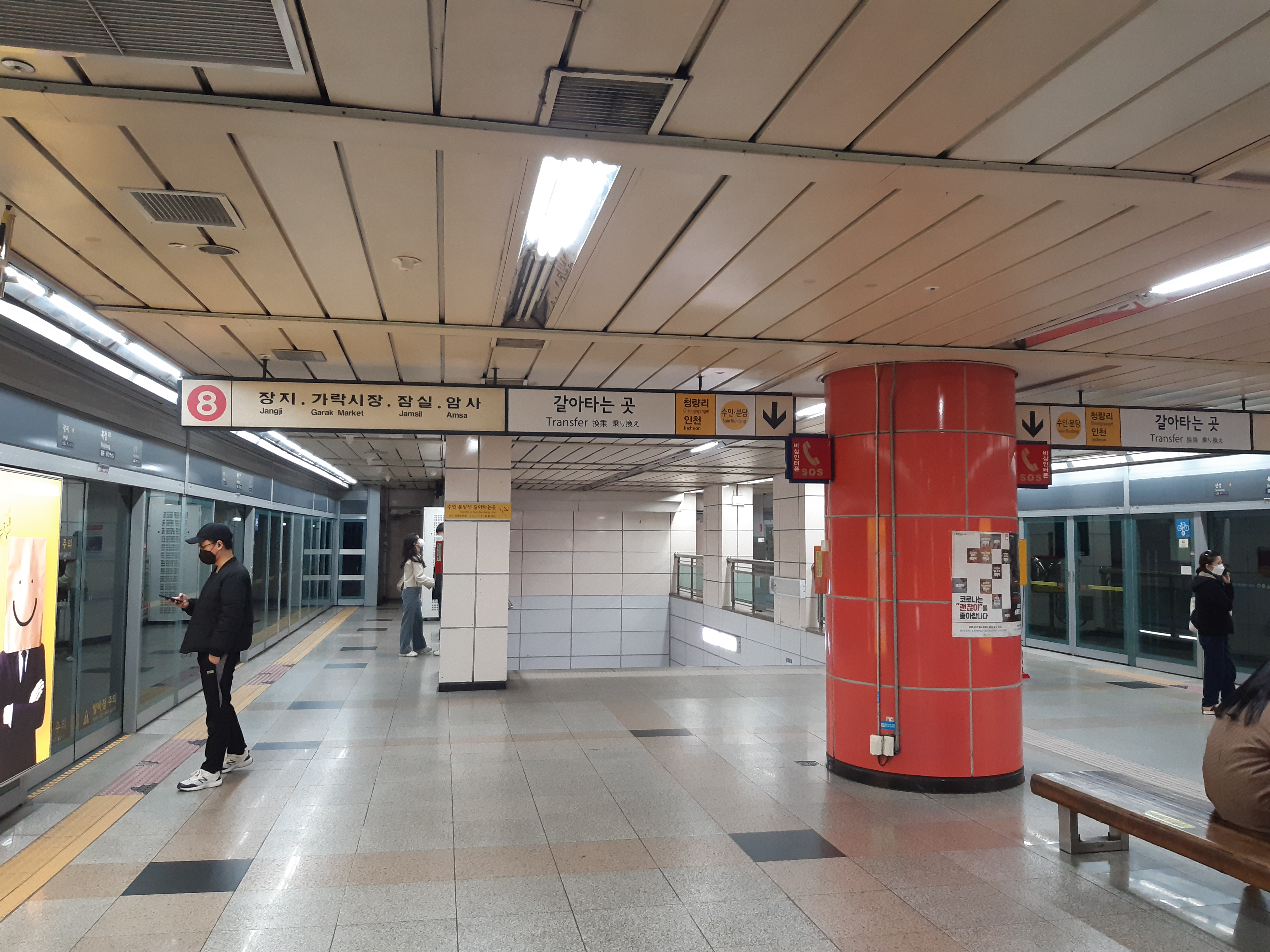
수인분당선 - 8호선 간 환승계단
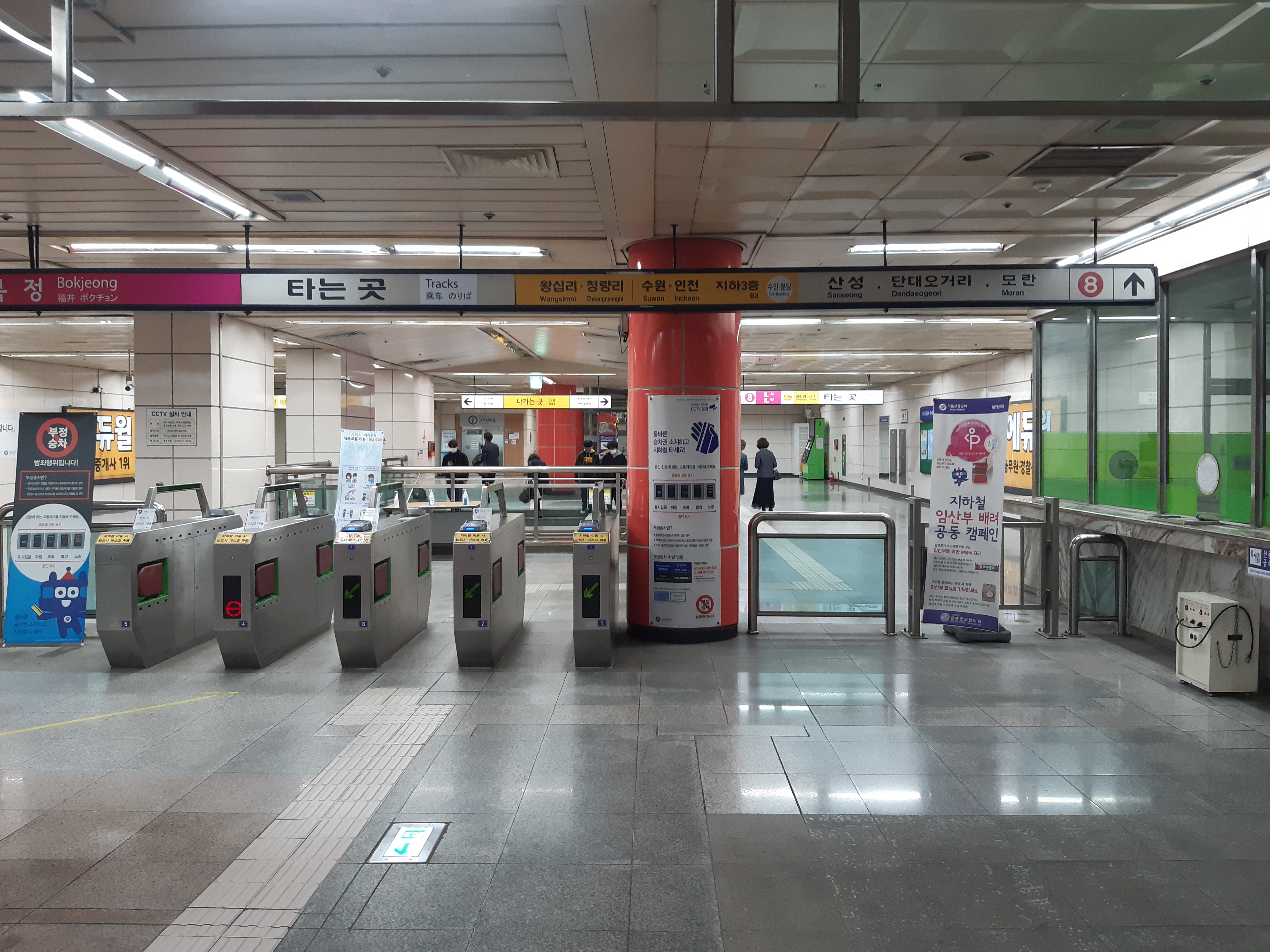
게이트